# Nowacjan
Nowacjan (ur. ok. 200, zm. ok. 258) – antypapież w okresie od marca 251 do roku 258.

## Życiorys
Był człowiekiem wykształconym, zarówno pod względem literackim, jak i filozoficznym. Po śmierci papieża Fabiana, kościołem rządziła hierarchia kościelna, wśród której największym autorytetem cieszył się kapłan Nowacjan. Trwały bowiem prześladowania i było trudno zwołać biskupów, by wybrali następnego Biskupa Rzymu. Gdy w końcu biskupi się zebrali, ku rozczarowaniu Nowacjana, wybrali jego adwersarza Korneliusza. Nowacjan przekupił trzech biskupów Italii, by wyświęcili go na biskupa i używając swych wpływów starał się o poparcie biskupów, by w nim uznali Głowę Kościoła. Przez niespełna dziesięć lat Nowacjan uważał się za głowę Kościoła i następcę św. Piotra, nie przyjmując do wiadomości, że w tym czasie wybrano kolejnych czterech prawowitych papieży. Stąd określany jest tytułem antypapieża. Nowacjan był autorem licznych listów, a także znanego dzieła o Trójcy Świętej – „De Trinitate”.
Nowacjan i jego zwolennicy sprzeciwiali się ponownemu przyjmowaniu do wspólnoty apostatów oraz głosili surowy ideał świętości. Wykluczali ze swych szeregów tych, którzy byli w stanie grzechu ciężkiego. Wątpili we władzę Kościoła do odpuszczania grzechów.
Na synodzie w 251 te poglądy zostały potępione, a Nowacjan i jego zwolennicy ekskomunikowani. Według Sokratesa Scholastyka, Nowacjan w wyniku ostrych prześladowań, opuścił Rzym i zmarł śmiercią męczeńską za rządów cesarza Waleriana I. Martyrologium św. Hieronima wspomina go 29 czerwca.
| Lata pontyfikatu                 | Papież         |
| -------------------------------- | -------------- |
| marzec 251 – czerwiec 253        | św. Korneliusz |
| 25 czerwca 253 – 5 marca 254     | św. Lucjusz I  |
| 12 maja 254 – 2 sierpnia 257     | św. Stefan I   |
| 30 sierpnia 257 – 6 sierpnia 258 | św. Sykstus II |